# Hover Bovver
Hover Bovver è un videogioco scritto da Jeff Minter e pubblicato dalla Llamasoft. È stato lanciato sul mercato nel 1983 per Commodore 64 e per Atari 8-bit.
Come molti altri videogiochi scritti da Minter, è noto per il suo senso dell'umorismo non convenzionale.

## Trama
Il prato ha bisogno di essere falciato ma il tuo tosaerba non funziona. Vedi allora che il vicino della porta accanto ha un tosaerba nel suo giardino. Quando non sta guardando afferri il suo tosaerba ed inizi a falciare il tuo prato.

## Modalità di gioco
Occorrerà quindi tagliare (ovvero percorrere) tutta l'erba del prato evitando sia le aiuole che di essere raggiunti dal vicino. Ci sono 16 livelli ovvero 16 prati diversi con visuale dall'alto.
Se si falciano per errore i fiori anche il giardiniere infuriato si unisce ai nemici. Le siepi sono invalicabili per tutti e vanno sfruttate a proprio vantaggio. Il cane del personaggio inoltre lo aiuterà a tenere lontano il vicino che vuole riprendersi il suo tosaerba, può essere aizzato dal giocatore ma ha un livello di fedeltà limitato, dopodiché si rivolge contro il padrone.